# آشینا تووو
آشینا توو (چینی: 吐務) یک رئیس اولیه توجو و اجداد خان‌های گوک‌ترک بود. علاوه بر لقب دایهو (大葉護 یبغوی بزرگ) هیچ چیز در مورد او شناخته شده نیست.

## خانواده
- پدربزرگ بزرگ: ییژی نیشیدو (伊質泥師都) - جد اسطوره‌ای مردمان ترک، پسر یک گرگ مغولی
- پدربزرگ: ندولیو شاد (訥都六設) - پسر ارشد ییژی نیشیدو، جد افسانه‌ای قبایل ترک
- پدربزرگ: آشینا (阿史那) - کوچکترین فرزند ندولیو شاد، جد نیمه افسانه‌ای قبیله آشینا
- پدر: آکسیان شاد (阿賢設) - ارسالی به روران[۱]
- پسر: بومین خان
- پسر: ایستمی یبغو